# Marksville
Marksville és una població dels Estats Units a l'estat de Louisiana. Segons el cens del 2000 tenia 9.537 habitants.

## Demografia
Segons el cens del 2000, Marksville tenia 5.537 habitants, 2.036 habitatges, i 1.400 famílies. La densitat de població era de 524 habitants/km².
Dels 2.036 habitatges en un 36,3% hi vivien nens de menys de 18 anys, en un 41% hi vivien parelles casades, en un 22,4% dones solteres, i en un 31,2% no eren unitats familiars. En el 27,8% dels habitatges hi vivien persones soles el 13,8% de les quals corresponia a persones de 65 anys o més que vivien soles. El nombre mitjà de persones vivint en cada habitatge era de 2,57 i el nombre mitjà de persones que vivien en cada família era de 3,15.
Per edats la població es repartia de la següent manera: un 28,7% tenia menys de 18 anys, un 9,6% entre 18 i 24, un 27,2% entre 25 i 44, un 20,2% de 45 a 60 i un 14,3% 65 anys o més.
L'edat mediana era de 34 anys. Per cada 100 dones de 18 o més anys hi havia 72 homes.
La renda mediana per habitatge era de 20.750 $ i la renda mediana per família de 25.681 $. Els homes tenien una renda mediana de 24.896 $ mentre que les dones 15.865 $. La renda per capita de la població era d'11.546 $. Entorn del 32% de les famílies i el 34,8% de la població estaven per davall del llindar de pobresa.

## Poblacions més properes
El següent diagrama mostra les poblacions més properes.